# هشت بشت

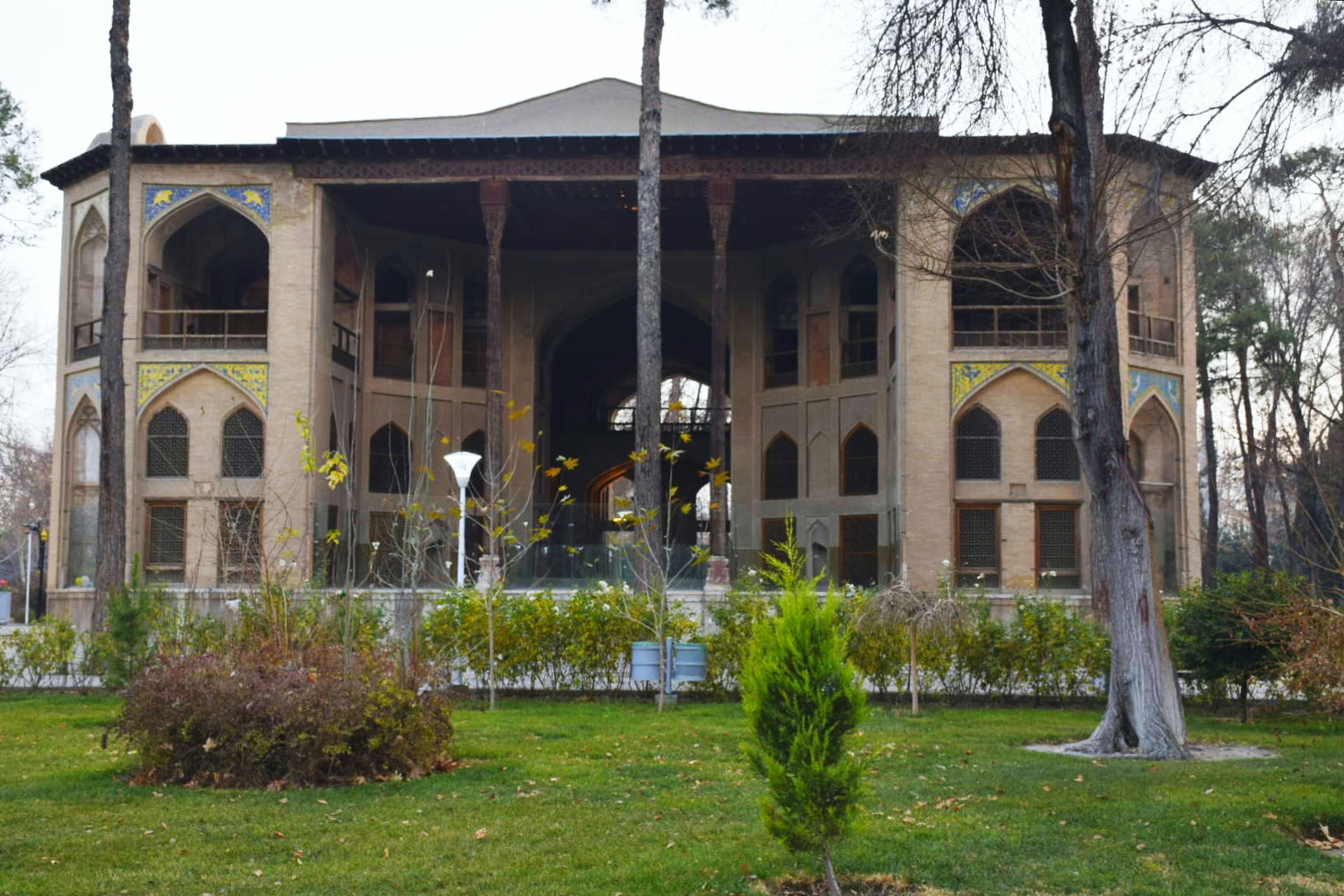
هشتبشت، جناح من العصر الصفوي في أصفهان، إيران.

هشت بشت (وتعني حرفيًا "ثمانية سماوات" باللغة الفارسية) هو نوع من مخططات الأرضيات في الهندسة المعمارية، تتكون من قاعة مركزية محاطة بثماني غرف، أقدم مثال معروف هو من العمارة الإيرانية، ويعود إلى زمن الإمبراطورية التيمورية المتأثرة بالفارسية [الإنجليزية]. استُخدم المصطلح في الأدب الفارسي كصورة مجازية، واستُخدم لاحقًا بشكل ملحوظ في قصيدة هشت بشت [الإنجليزية] للشاعر أمير خسرو، الذي قدم إعادة بناء أدبية مفهومة للنموذج في تكييفه لملحمة إيرانية عن الحاكم الساساني بهرام الخامس، وكذلك في أعمال أخرى للشعراء العثمانيين سهي باي [الإنجليزية] وإدريس بتليسي. وقد اعتُمد هذا الشكل المعماري [الإنجليزية] واستُخدم أيضًا في العمارة العثمانية والمغولية.
يرتبط مفهوم هاشت بهشت بمفهوم vahišta الزرادشتية (كلمة أفستية تعني "الأفضل"؛ قريبة من wahišt الفارسية الوسطى ، behešt الفارسية الجديدة)، وهو مبنى مزين بأحجار كريمة يُمثل المفهوم الفلكي لثمانية كواكب تتوافق مع ثماني سماوات. وهو وثيق الصلة بعلم الآخرة الإسلامي، حيث تُوصف السماء: (وَيَحْمِلُ عَرْشَ رَبِّكَ فَوْقَهُمْ يَوْمَئِذٍ ثَمَانِيَةٌ)، كما لوحظ أيضًا في الرمزية المسيحية في مفهوم الخلاص. وعلى نحو مماثل، وُجد المربع السحري الصيني، الذي استُخدم لأغراض عديدة، طريقه إلى علماء الرياضيات الإسلاميين باسم "الوفق". تجد المخططات التسعة صدى خاصًا في المندالات الهندية، والخرائط الكونية للهندوسية والبوذية.

## إيران
على الرغم من افتراض وجود أثر لما يعادل الساسانيين الأقدم، فإن أقدم استخدام معترف به لهشت بشت يعود إلى جناح غير موجود الآن من طابقين يسمى تاراب خانه والذي بُني في عهد الإمبراطورية التيمورية في هراة، وهي مدينة بارزة في خراسان في العصور الوسطى. وفي وقت لاحق، في عهد سلالة الصفويين في إيران، اُستخدم نفس تخطيط الهشت بشت في الجناح الذي يحمل نفس الاسم في هشت بهشت في أصفهان.

مخطط طابقي لتاج محل، يظهر ثماني غرف تحيط بغرفة مركزية.

## الهند المغولية
في الهندسة المعمارية لإمبراطورية المغول المتأثرة بالفارسية [الإنجليزية]، كان الهشت بهشت هو المخطط المفضل للحدائق والأجنحة، وكذلك للأضرحة (التي تعتبر شكلاً جنائزيًا للجناح). وقد تم التخطيط لهذه المباني على شكل مبانٍ مربعة أو مستطيلة مقسمة إلى تسعة أقسام، مع غرفة مركزية مقببة محاطة بثمانية عناصر. وفي وقت لاحق، أدت تطورات الهشت بهشت إلى تقسيم المربع بزوايا 45 درجة لإنشاء مخطط أكثر شعاعية، والذي غالبًا ما يتضمن أيضًا زوايا مشطوفة؛ ويمكن العثور على أمثلة لذلك في باراداري تودار مال في فاتح بور سيكري وقبر همايون. ينعكس كل عنصر من عناصر التخطيط في الواجهات مع الإيوان والغرف الزاوية المعبر عنها من خلال منافذ مقوسة أصغر. غالبًا ما تُتوج مثل هذه الهياكل بـ "تشاتري"، وهي أجنحة صغيرة ذات أعمدة في كل زاوية.